# Ben Severson
Pour les articles homonymes, voir Severson.
Ben Severson est un bodyboardeur américain originaire d'Hawaï. Il a été champion du monde de sa discipline en 1986.